# Pojkallsvenskan (bandy)
Pojkallsvenskan i bandy spelas med P18-lag, och är Sveriges nästa högsta division i bandy för pojkar. Serien kallas även P18 bredd, och spelas som dubbelserie. Lagen är indelade i tre geografiska grupper, norrgrupp, mellangrupp och södergrupp.